# Raymond de Laguo
Raymond de Laguo ou Ramon de Lagor en béarnais, est un capitaine béarnais et gouverneur de Caen pendant les guerres de Religion.

## Biographie
Raymond de Laguo est un cadet de Béarn, ce qui implique, d'après le fonctionnement du système d'hérédité de la moitié Sud de la France actuelle à l'époque moderne, qu'il ne recevrait aucun héritage. Comme beaucoup de jeunes hommes dans sa situation, il s'engage donc dans l'armée. Il devient capitaine des Bandes françaises.
En 1551, le gouvernement de la ville de Caen est confié à Anne de Montmorency. Après la paix d’Amboise de 19 mars 1563 qui met fin à la première guerre de religion, la mère régente Catherine de Médicis signifie l'autorité royale dans la ville de Caen, fortement touchée par le calvinisme. Elle nomme Raymond de Laguo, fortement lié à la Maison de Guise, et comme eux catholique intransigeant, avec le titre de « Gouverneur pour le Roi ». Il reste à cette fonction pendant quinze ans, de 1563 à 1578. L'arrivée de Raymond de Laguo est très peu appréciée à Caen, à cause de son catholicisme intransigeant. Il est également fait écuyer du roi.
Pendant le massacre de la Saint-Barthélemy, le 24 août 1572, Raymond de Laguo, invité au mariage d'Henri de Navarre, aurait tué de sa propre épée le chef protestant François III de La Rochefoucauld. Avant de rentrer à Caen, il annonce son arrivée par lettre à Jacques II Goyon de Matignon, gouverneur de Normandie, son supérieur, ne se cache pas de ses actes pendant le massacre et sous-entend qu'il va continuer à Caen. Mais Matignon empêche Raymond de Laguo d'agir ainsi, lui dit de se calmer de peur que l'embrasement ne ravage toute la France. Les protestants caennais, comme dans d'autres villes, sont profondément choqués par la nouvelle de la Saint-Barthélemy.
Il rentre ensuite dans le Béarn.

## Historiographie
Raymond de Laguo a été redécouvert pendant ses recherches et étudié par l'historien moderniste Antoine Dauvin dans sa thèse Les gouverneurs de Caen, la Ville et le Roi durant les guerres de Religion (1562-1598).
Sa correspondance a été conservée et se trouve à Pau.